# Roses in the Snow
| Recensione                        | Giudizio     |
| --------------------------------- | ------------ |
| AllMusic                          | [ 2 ]        |
| The New Rolling Stone Album Guide | [ 3 ]        |
| Sputnikmusic                      | 4.3 (Superb) |
| Dizionario del Pop-Rock           | [ 5 ]        |
| 24.000 dischi                     | [ 6 ]        |

Roses in the Snow è un album discografico in studio della cantante statunitense Emmylou Harris, pubblicato dalla casa discografica Warner Bros. Records nel maggio del 1980.

## Tracce
Lato A
1. Roses in the Snow – 2:32 (Ruth Franks)
2. Wayfaring Stranger – 3:26 (Tradizionale, arrangiamento di Brian Ahern)
3. Green Pastures – 3:08 (Tradizionale, arrangiamento di Brian Ahern)
4. The Boxer – 3:16 (Paul Simon)
5. Darkest Hour Is Just Before Dawn – 3:22 (Ralph Stanley)

Lato B
1. I'll Go Stepping Too – 2:16 (Tom James, Jerry Organ)
2. You're Learning – 2:57 (Ira Louvin, Charlie Louvin)
3. Jordan – 2:07 (Tradizionale, arrangiamento di Brian Ahern)
4. Miss the Mississippi – 3:40 (Bill Halley)
5. Gold Watch and Chain – 3:12 (A.P. Carter)

Edizione CD del 2002, pubblicato dalla Warner Bros. Records/Rhino Entertainment (8122-78140-2)
1. Roses in the Snow – 2:37 (Ruth Franks)
2. Wayfaring Stranger – 3:32 (Tradizionale, arrangiamento di Brian Ahern)
3. Green Pastures – 3:13 (Tradizionale, arrangiamento di Brian Ahern)
4. The Boxer – 3:20 (Paul Simon)
5. Darkest Hour Is Just Before Dawn – 3:26 (Ralph Stanley)
6. I'll Go Stepping Too – 2:20 (Tom James, Jerry Organ)
7. You're Learning – 3:01 (Ira Louvin, Charlie Louvin)
8. Jordan – 2:10 (Tradizionale, arrangiamento di Brian Ahern)
9. Miss the Mississippi and You – 3:47 (Bill Halley)
10. Gold Watch and Chain – 3:16 (A.P. Carter)
11. You're Gonna Change – 2:40 (Hank Williams) – Bonus Selection
12. Root Like a Rose – 4:45 (Nancy Ahern) – Bonus Selection

## Musicisti
Roses in the Snow
- Emmylou Harris - voce, chitarra acustica
- Tony Rice - chitarra acustica solista
- Brian Ahern - archtop guitar
- Ricky Skaggs - banjo, fiddle
- Albert Lee - mandolino
- Emory Gordy, Jr. - basso
- The Whites (Buck White, Cheryl White e Sharon White) - armonie vocali

Wayfaring Stranger
- Emmylou Harris - voce
- Ricky Skaggs - armonie vocali, chitarra acustica, fiddle
- Tony Rice - chitarra acustica solista
- Brian Ahern - chitarra gut-string
- Jerry Douglas - dobro
- Albert Lee - mandolino
- Emory Gordy, Jr. - basso
- John Ware - percussioni

Green Pastures
- Emmylou Harris - voce
- Ricky Skaggs - voce (duetto), chitarre acustiche
- Willie Nelson - chitarra gut-string
- Brian Ahern - chitarra archtop, basso, percussioni
- Jerry Douglas - dobro
- Brian Bowers - autoharp
- Dolly Parton - armonie vocali

The Boxer
- Emmylou Harris - voce, chitarra acustica
- Brian Ahern - chitarra archtop, chitarra a 12 corde
- Ricky Skaggs - banjo
- Albert Lee - mandolino
- Bryan Bowers - autoharp
- Emory Gordy, Jr. - basso
- The Whites (Buck White, Cheryl White e Sharon White) - armonie vocali

Darkest Hour Is Just Before Dawn
- Emmylou Harris - voce
- Ricky Skaggs - voce solista, armonie vocali, chitarra acustica, mandolino, fiddle
- Brian Ahern - chitarra archtop, chitarra adamas
- Emory Gordy, Jr. - basso

I'll Go Stepping Too
- Emmylou Harris - voce
- Tony Rice - armonie vocali, chitarra acustica solista
- Ricky Skaggs - armonie vocali, mandolino, fiddle
- Albert Lee - chitarra elettrica
- Brian Ahern - chitarra archtop
- Jerry Douglas - dobro
- Emory Gordy, Jr. - basso

You're Learning
- Emmylou Harris - voce
- Ricky Skaggs - voce (duetto), chitarra acustica, fiddles
- Tony Rice - armonie vocali, chitarra acustica
- Albert Lee - chitarra elettrica, mandolino
- Brian Ahern - chitarra archtop
- Emory Gordy, Jr. - basso

Jordan
- Emmylou Harris - voce
- Tony Rice - armonie vocali, chitarra acustica
- Ricky Skaggs - armonie vocali, mandolino
- Brian Ahern - chitarra archtop
- Albert Lee - mandolino
- Emory Gordy, Jr. - basso
- Johnny Cash - armonie vocali

Miss the Mississippi and You
- Emmylou Harris - voce
- Tony Rice - chitarra acustica solista
- Ricky Skaggs - chitarra acustica, fiddle
- Brian Ahern - chitarra archtop
- Albert Lee - mandolino
- Buck White - pianoforte
- Emory Gordy, Jr. - basso

Gold Watch and Chain
- Emmylou Harris - voce, chitarra acustica
- Ricky Skaggs - voce solista, armonie vocali, chitarra acustica solista
- Linda Ronstadt - voce (duetto), armonie vocali
- Brian Ahern - chitarra archtop
- Albert Lee - mandolino
- Bryan Bowers - autoharp
- Emory Gordy, Jr. - basso

You're Gonna Change
- Emmylou Harris - voce
- Brian Ahern - armonie vocali, chitarra archtop, basso a 6 corde
- Ricky Skaggs - armonie vocali, fiddle
- Frank Reckard - chitarra elettrica
- Hank DeVito - chitarra steel
- Glen D. Hardin - pianoforte
- Emory Gordy, Jr. - basso
- John Ware - batteria
- Barry Tashian - armonie vocali

Root Like a Rose
- Emmylou Harris - voce
- Frank Reckard - chitarra acustica
- Barry Tashian - chitarra acustica
- Steve Fishell - chitarra steel
- Wayne Goodwin - mandolino
- Glen D. Hardin - pianoforte Rhodes
- Brian Ahern - synthpipes, basso fretless
- Jim Horn - penny whistle, recorders
- Julie Miller - armonie vocali

Note aggiuntive
- Brian Ahern - produttore (per la Happy Sack Productions), arrangiamenti
- Registrazioni effettuate al The Enactron Truck nel luglio 1979 (eccetto i brani: You're Gonna Change e Root Like a Rose)
- Registrazioni effettuate al Eastern Island Surround di Nashville, Tennessee (solo i brani: You're Gonna Change e Root Like a Rose)
- Mixato al Enactron Studio Two di Beverly Hills, California (eccetto i brani: You're Gonna Change e Root Like a Rose)
- Donivan Cowart, Brian Ahern (eccetto i brani: You're Gonna Change e Root Like a Rose) e Stuart Taylor - ingegneri delle registrazioni
- Brani: You're Gonna Change e Root Like a Rose mixati da Donivan Cowart e Brian Ahern al Eastern Island Surround di Nashville, Tennessee
- Tom Wilkes (Tom Wilkes Productions) - design album, fotografie
- Ringraziamenti speciali a: Bob Hunka, Ricky Scaggs e John Ware[9]

## Classifica
Album
| Anno | Classifica         | Posizione raggiunta |
| ---- | ------------------ | ------------------- |
| 1980 | Top Country Albums | 2                   |

Singoli
| Anno | Titolo del brano   | Classifica        | Posizione raggiunta |
| ---- | ------------------ | ----------------- | ------------------- |
| 1980 | Wayfaring Stranger | Hot Country Songs | 7                   |
| 1980 | The Boxer          | Hot Country Songs | 13                  |